# Ukraine Is Not a Brothel

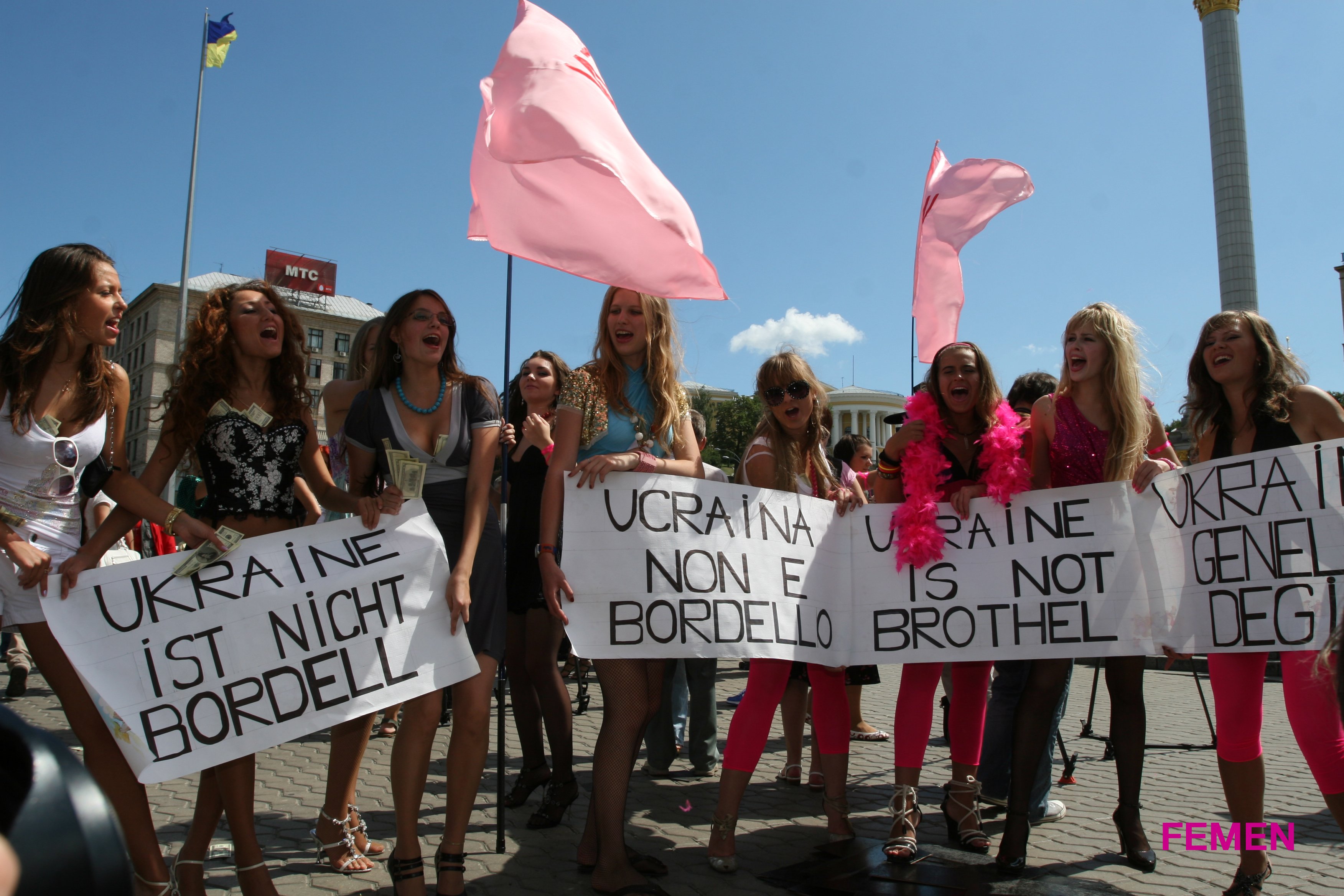
Des militantes du mouvement féministe Femen déguisées en prostituées manifestent sur la place de l'Indépendance à Kiev le 30 juillet 2008 afin d'attirer l'attention du gouvernement ukrainien sur le problème du tourisme sexuel dans le pays.

Pour plus de détails, voir Fiche technique et Distribution.
Ukraine Is Not a Brothel, parfois identifié sous le titre français L'Ukraine n’est pas un bordel, par ailleurs sous-titre The FEMEN Story (L'Histoire des FEMEN) est un film australien, sorti en 2013. Il est présenté hors compétition à la Mostra de Venise 2013.

## Synopsis
Ce documentaire est une plongée dans le mouvement Femen, groupe contestataire féministe d'origine ukrainienne-.

## Fiche technique
Sauf indication contraire, les informations mentionnées dans cette section peuvent être confirmées par les bases de données cinématographiques  présentes dans la section « Liens externes ».
- Titre original : Ukraine Is Not a Brothel
- Titre français : L’Ukraine n’est pas un bordel
- Réalisation, scénario et montage : Kitty Green
- Musique : Zoë Barry et Jed Palmer
- Photographie : Michael Latham
- Son : Jed Plamer
- Production : Jonathan auf der Heide, Kitty Green et Michael Latham
- Pays de production :  Australie
- Format : couleurs - 1,78:1 - 35 mm - Dolby Digital
- Genre : documentaire
- Durée : 78 minutes
- Date de sortie :
  - Italie : 4 septembre 2013 (Mostra de Venise)

## Distribution
Sauf indication contraire, les informations mentionnées dans cette section peuvent être confirmées par les bases de données cinématographiques  présentes dans la section « Liens externes ».
- Inna Chevtchenko : elle-même
- Oleksandra Chevtchenko : elle-même
- Anna Hutsol : elle-même
- Oksana Chatchko : elle-même

## Accueil critique
Selon le journal Libération, le documentaire révèle le rôle de Viktor Sviatski dans l'organisation du mouvement féministe.